# Catherine McNally
Catherine „Caty” McNally (ur. 20 listopada 2001 w Cincinnati) – amerykańska tenisistka, finalistka US Open 2021 i 2022 w grze podwójnej kobiet, mistrzyni juniorskiego French Open 2018 i US Open 2018 w grze podwójnej dziewcząt.

## Kariera tenisowa

### Kariera juniorska
McNally treningi tenisowe rozpoczęła w wieku 3 lat. W rozgrywkach juniorskich zadebiutowała w marcu 2015 roku w turnieju w Carson. Swój pierwszy sukces osiągnęła w maju 2015 roku w turnieju w Delray Beach, zwyciężając w grze podwójnej w parze z Anną Dollar. Pierwszy sukces w grze pojedynczej osiągnęła w czerwcu 2015 roku w Haverford, pokonując w finale Carson Branstine. We wrześniu 2015 roku dzięki dzikiej karcie wystąpiła w juniorskim turnieju US Open. W listopadzie McNally wygrała turniej w Boca Raton w grze pojedynczej oraz grze podwójnej dziewcząt. Kolejnym sukcesem było dojście do finału gry podwójnej dziewcząt w turnieju w Porto Alegre.
W czerwcu 2016 roku dzięki wysokiej lokacie w rankingu juniorskim wystąpiła w Wimbledonie, w którym w parze z Mariam Bolkwadze dotarła do finału gry podwójnej dziewcząt, przegrywając w nim z Usue Maitane Arconadą i Claire Liu. W maju 2017 roku zwyciężyła w parze z Whitney Osuigwe w turnieju Trofeo Bonfiglio w grze podwójnej dziewcząt. Kilka miesięcy później, podczas Wimbledonu w parze z Whitney Osuigwe dotarła do finału gry podwójnej, przegrywając w nim z Olgą Danilović i Kają Juvan.
W czerwcu 2018 roku awansowała do finału wielkoszlemowego French Open w grze pojedynczej, w którym przegrała z Coco Gauff 6:1, 3:6, 6:7(1). W konkurencji gry podwójnej razem z Igą Świątek odniosła triumf, pokonując w meczu mistrzowskim Yūki Naitō i Naho Sato 6:2, 7:5.
Podczas US Open 2018 w grze pojedynczej dziewcząt przegrała w trzeciej rundzie, ale odniosła zwycięstwo w turnieju gry podwójnej. U boku Coco Gauff w meczu finałowym pokonały Hailey Baptiste i Dalaynę Hewitt 6:3, 6:2.

### Kariera zawodowa
W rozgrywkach zawodowych zadebiutowała w styczniu 2016 roku, biorąc udział w kwalifikacjach do turnieju rangi ITF w Midland, przegrywając w pierwszej rundzie z Caitlin Whoriskey 1:6, 6:4, 4:6. Debiut w głównej drabince turnieju ITF zanotowała w czerwcu 2016 roku podczas turnieju w Evansville, przegrywając w drugiej rundzie.
W zawodach cyklu WTA Tour Amerykanka wygrała siedem turniejów w grze podwójnej z dziesięciu rozegranych finałów.
W sezonie 2021 osiągnęła finał US Open w grze podwójnej. Razem z Coco Gauff uległy parze Samantha Stosur–Zhang Shuai 3:6, 6:3, 3:6. Rok później w parze z Taylor Townsend ponownie w zagrała w finale US Open, jednak tym razem Amerykanki przegrały z Barborą Krejčíkovą i Kateřiną Siniakovą 6:3, 5:7, 1:6.

## Historia występów wielkoszlemowych
Legenda
     W, wygrany turniej
     F, przegrana w finale
     SF, przegrana w półfinale
     QF, przegrana w ćwierćfinale
     xR, przegrana w x rundzie
     Qx, przegrana w x rundzie kwalifikacji
     A, brak startu
     NH, turniej nie odbył się

### Występy w grze pojedynczej
| Australian Open        | A   | A   | A   | 2R  | Q2  | Q2 | 2R  | A   | 1R | 0 / 3 | 2 – 3 |  |  |  |  |  |  |  |  |  |  |  |  |  |  |  |  |
| French Open            | A   | A   | A   | Q2  | Q1  | Q1 | A   | A   | A  | 0 / 0 | 0 – 0 |  |  |  |  |  |  |  |  |  |  |  |  |  |  |  |  |
| Wimbledon              | A   | A   | 1R  | NH  | Q2  | A  | 1R  | A   | 2R | 0 / 3 | 1 – 3 |  |  |  |  |  |  |  |  |  |  |  |  |  |  |  |  |
| US Open                | Q2  | Q1  | 2R  | 3R  | 1R  | Q2 | A   | A   |    | 0 / 3 | 3 – 3 |  |  |  |  |  |  |  |  |  |  |  |  |  |  |  |  |
|                        |     |     |     |     |     |    |     |     |    |       |       |  |  |  |  |  |  |  |  |  |  |  |  |  |  |  |  |
| Ranking na koniec roku | 724 | 682 | 118 | 121 | 139 | 94 | 144 | 817 |    | 0 / 9 | 6 – 9 |  |  |  |  |  |  |  |  |  |  |  |  |  |  |  |  |

### Występy w grze podwójnej
| Australian Open        | A    | A   | A  | QF | QF | 1R | A   | A   | 1R | 0 / 4  | 6 – 4   |  |  |  |  |  |  |  |  |  |  |  |  |  |  |  |  |
| French Open            | A    | A   | A  | 3R | A  | 3R | A   | A   | A  | 0 / 2  | 4 – 2   |  |  |  |  |  |  |  |  |  |  |  |  |  |  |  |  |
| Wimbledon              | A    | A   | A  | NH | 3R | A  | 1R  | A   | 1R | 0 / 3  | 2 – 3   |  |  |  |  |  |  |  |  |  |  |  |  |  |  |  |  |
| US Open                | A    | 1R  | 3R | 2R | F  | F  | A   | A   |    | 0 / 5  | 13 – 5  |  |  |  |  |  |  |  |  |  |  |  |  |  |  |  |  |
|                        |      |     |    |    |    |    |     |     |    |        |         |  |  |  |  |  |  |  |  |  |  |  |  |  |  |  |  |
| Ranking na koniec roku | 1048 | 319 | 72 | 42 | 20 | 21 | 124 | 309 |    | 0 / 14 | 25 – 14 |  |  |  |  |  |  |  |  |  |  |  |  |  |  |  |  |

### Występy w grze mieszanej
| Australian Open | A | A | A | A  | A  | A  | A | A | A  | 0 / 0 | 0 – 0 |  |  |  |  |  |  |  |  |  |  |  |  |  |  |  |  |
| French Open     | A | A | A | NH | A  | A  | A | A | A  | 0 / 0 | 0 – 0 |  |  |  |  |  |  |  |  |  |  |  |  |  |  |  |  |
| Wimbledon       | A | A | A | NH | 1R | A  | A | A | A  | 0 / 1 | 0 – 1 |  |  |  |  |  |  |  |  |  |  |  |  |  |  |  |  |
| US Open         | A | A | A | NH | A  | SF | A | A | QF | 0 / 2 | 4 – 2 |  |  |  |  |  |  |  |  |  |  |  |  |  |  |  |  |
|                 |   |   |   |    |    |    |   |   |    |       |       |  |  |  |  |  |  |  |  |  |  |  |  |  |  |  |  |
|                 |   |   |   |    |    |    |   |   |    | 0 / 3 | 4 – 3 |  |  |  |  |  |  |  |  |  |  |  |  |  |  |  |  |

### Występy juniorskie w grze pojedynczej
| Turniej         | 2015 | 2016 | 2017 | 2018 | Tytuły |
| --------------- | ---- | ---- | ---- | ---- | ------ |
| Australian Open | A    | A    | 1R   | A    | 0 / 1  |
| French Open     | A    | 2R   | QF   | F    | 0 / 3  |
| Wimbledon       | A    | 1R   | 2R   | QF   | 0 / 3  |
| US Open         | 1R   | 1R   | 2R   | 3R   | 0 / 4  |

### Występy juniorskie w grze podwójnej
| Turniej         | 2015 | 2016 | 2017 | 2018 | Tytuły |
| --------------- | ---- | ---- | ---- | ---- | ------ |
| Australian Open | A    | A    | SF   | A    | 0 / 1  |
| French Open     | A    | 2R   | QF   | W    | 1 / 3  |
| Wimbledon       | A    | F    | F    | F    | 0 / 3  |
| US Open         | 1R   | A    | 1R   | W    | 1 / 3  |

## Finały turniejów WTA
| Legenda                     | Legenda |
| --------------------------- | ------- |
| Wielki Szlem                |         |
| Igrzyska olimpijskie        |         |
| WTA Tour Championships      |         |
| 2009 – 2020                 |         |
| WTA Premier Mandatory       |         |
| WTA Premier 5               |         |
| WTA Premier                 |         |
| WTA International Series    |         |
| WTA 125K series (2012–2020) |         |
| od 2021                     |         |
| WTA 1000 (obowiązkowe)      |         |
| WTA 1000 (nieobowiązkowe)   |         |
| WTA 500                     |         |
| WTA 250                     |         |
| WTA 125                     |         |

### Gra podwójna 11 (8–3)
| Końcowy wynik | Nr | Data                 | Turniej     | Nawierzchnia  | Partnerka       | Przeciwniczki                         | Wynik finału      |
| ------------- | -- | -------------------- | ----------- | ------------- | --------------- | ------------------------------------- | ----------------- |
| Zwyciężczyni  | 1. | 3 sierpnia 2019      | Waszyngton  | Twarda        | Coco Gauff      | Maria Sanchez Fanny Stollár           | 6:2, 6:2          |
| Zwyciężczyni  | 2. | 19 października 2019 | Luksemburg  | Twarda (hala) | Coco Gauff      | Kaitlyn Christian Alexa Guarachi      | 6:2, 6:2          |
| Zwyciężczyni  | 3. | 18 kwietnia 2021     | Charleston  | Ceglana       | Hailey Baptiste | Ellen Perez Storm Sanders             | 6:7(4), 6:4, 10–6 |
| Zwyciężczyni  | 4. | 22 maja 2021         | Parma       | Ceglana       | Coco Gauff      | Darija Jurak Andreja Klepač           | 6:3, 6:2          |
| Finalistka    | 1. | 12 września 2021     | US Open     | Twarda        | Coco Gauff      | Samantha Stosur Zhang Shuai           | 3:6, 6:3, 3:6     |
| Zwyciężczyni  | 5. | 13 lutego 2022       | Petersburg  | Twarda (hala) | Anna Kalinska   | Alicja Rosolska Erin Routliffe        | 6:3, 6:7(5), 10–4 |
| Finalistka    | 2. | 6 sierpnia 2022      | Waszyngton  | Twarda        | Anna Kalinska   | Jessica Pegula Erin Routliffe         | 3:6, 7:5, 10–12   |
| Finalistka    | 3. | 11 września 2022     | US Open     | Twarda        | Taylor Townsend | Barbora Krejčíková Kateřina Siniaková | 6:3, 5:7, 1:6     |
| Zwyciężczyni  | 6. | 9 października 2022  | Ostrawa     | Twarda (hala) | Alycia Parks    | Alicja Rosolska Erin Routliffe        | 6:3, 6:2          |
| Zwyciężczyni  | 7. | 26 lutego 2023       | Mérida      | Twarda        | Diane Parry     | Wang Xinyu Wu Fang-hsien              | 6:0, 7:5          |
| Zwyciężczyni  | 8. | 11 lutego 2024       | Kluż-Napoka | Twarda (hala) | Asia Muhammad   | Harriet Dart Tereza Mihalíková        | 6:3, 6:4          |

## Finały turniejów WTA 125

### Gra pojedyncza 3 (2–1)
| Końcowy wynik | Nr | Data             | Turniej | Nawierzchnia  | Przeciwniczka      | Wynik finału  |
| ------------- | -- | ---------------- | ------- | ------------- | ------------------ | ------------- |
| Zwyciężczyni  | 1. | 6 listopada 2022 | Midland | Twarda (hala) | Anna-Lena Friedsam | 6:3, 6:2      |
| Finalistka    | 1. | 21 maja 2023     | Paryż   | Ceglana       | Diane Parry        | walkower      |
| Zwyciężczyni  | 2. | 13 lipca 2025    | Newport | Trawiasta     | Tatjana Maria      | 2:6, 6:4, 6:2 |

### Gra podwójna 1 (0–1)
| Końcowy wynik | Nr | Data         | Turniej      | Nawierzchnia | Partnerka      | Przeciwniczki                 | Wynik finału |
| ------------- | -- | ------------ | ------------ | ------------ | -------------- | ----------------------------- | ------------ |
| Finalistka    | 1. | 7 marca 2020 | Indian Wells | Twarda       | Jessica Pegula | Asia Muhammad Taylor Townsend | 4:6, 4:6     |

## Występy w Turnieju Mistrzyń

### W grze podwójnej
| Rok  | Rezultat  | Partnerka  | Przeciwniczki                           | Wynik                                   |
| 2021 | wycofanie | Coco Gauff | nie wystąpiły z powodu kontuzji McNally | nie wystąpiły z powodu kontuzji McNally |

## Finały turniejów ITF
| turnieje z pulą nagród 100 000 $ (W100) |
| turnieje z pulą nagród 80 000 $ (W80)   |
| turnieje z pulą nagród 60 000 $ (W75)   |
| turnieje z pulą nagród 40 000 $ (W50)   |
| turnieje z pulą nagród 25 000 $ (W35)   |
| turnieje z pulą nagród 15 000 $ (W15)   |

### Gra pojedyncza 5 (4–1)
| Rezultat     |    | Data       | Turniej     | ($)     | Naw.          | Przeciwniczka      | Wynik       |
| Zwyciężczyni | 1. | 11/11/2018 | Lawrence    | 25 000  | Twarda (hala) | Catherine Harrison | 6:2, 6:2    |
| Zwyciężczyni | 2. | 03/02/2019 | Midland     | 100 000 | Twarda (hala) | Jessica Pegula     | 6:2, 6:4    |
| Zwyciężczyni | 3. | 08/12/2024 | Tampa       | 40 000  | Ceglana       | Elvina Kalieva     | 6:4, 7:5    |
| Finalistka   | 1. | 20/04/2025 | Zephyrhills | 40 000  | Ceglana       | Iryna Szymanowicz  | 6:7(2), 0:6 |
| Zwyciężczyni | 4. | 27/07/2025 | Evansville  | 100 000 | Twarda        | Darja Vidmanová    | 7:5, 6:4    |

### Gra podwójna 8 (6–2)
| Rezultat     |    | Data       | Turniej            | ($)     | Naw.    | Partnerka            | Przeciwniczki                    | Wynik          |
| Zwyciężczyni | 1. | 08/10/2017 | Hilton Head Island | 15 000  | Ceglana | Emily Appleton       | Kylie Collins Meg Kowalski       | 7:5, 6:3       |
| Finalistka   | 1. | 14/01/2018 | Fort-de-France     | 15 000  | Twarda  | Emily Appleton       | Rasheeda McAdoo Amy Zhu          | 5:7, 6:7(5)    |
| Zwyciężczyni | 2. | 20/01/2018 | Petit-Bourg        | 15 000  | Twarda  | Emily Appleton       | Shelby Talcott Meg Kowalski      | 6:3, 6:0       |
| Zwyciężczyni | 3. | 11/03/2018 | Orlando            | 15 000  | Ceglana | Whitney Osuigwe      | Dia Ewtimowa Iłona Kremień       | 6:2, 6:3       |
| Zwyciężczyni | 4. | 18/03/2018 | Tampa              | 15 000  | Ceglana | Natasha Subhash      | Rasheeda McAdoo Katerina Stewart | 3:6, 6:3, 10–6 |
| Zwyciężczyni | 5. | 28/10/2018 | Macon              | 80 000  | Twarda  | Jessica Pegula       | Anna Danilina Ingrid Neel        | 6:1, 5:7, 11–9 |
| Finalistka   | 2. | 24/02/2019 | Rancho Santa Fe    | 25 000  | Twarda  | Francesca Di Lorenzo | Hayley Carter Ena Shibahara      | 5:7, 2:6       |
| Zwyciężczyni | 6. | 08/05/2021 | Charleston         | 100 000 | Ceglana | Storm Sanders        | Eri Hozumi Miyu Katō             | 7:5, 4:6, 10–6 |

## Finały juniorskich turniejów wielkoszlemowych

### Gra pojedyncza (1)
| Końcowy wynik | Rok  | Turniej     | Nawierzchnia | Przeciwniczka | Wynik finału     |
| Finalistka    | 2018 | French Open | Ceglana      | Coco Gauff    | 6:1, 3:6, 6:7(1) |

### Gra podwójna (5)
| Końcowy wynik | Rok  | Turniej     | Nawierzchnia | Partnerka        | Przeciwniczki                    | Wynik finału |
| Finalistka    | 2016 | Wimbledon   | Trawiasta    | Mariam Bolkwadze | Usue Maitane Arconada Claire Liu | 2:6, 3:6     |
| Finalistka    | 2017 | Wimbledon   | Trawiasta    | Whitney Osuigwe  | Olga Danilović Kaja Juvan        | 4:6, 3:6     |
| Zwyciężczyni  | 2018 | French Open | Ceglana      | Iga Świątek      | Yūki Naitō Naho Sato             | 6:2, 7:5     |
| Finalistka    | 2018 | Wimbledon   | Trawiasta    | Whitney Osuigwe  | Wang Xinyu Wang Xiyu             | 2:6, 1:6     |
| Zwyciężczyni  | 2018 | US Open     | Twarda       | Coco Gauff       | Hailey Baptiste Dalayna Hewitt   | 6:3, 6:2     |